# HD 33541
HD 33541，又名BD+73 280，SAO 5483、HR 1683，是一颗恒星，视星等为5.74，位于銀經139.23，銀緯19.59，其B1900.0坐标为赤經5h 5m 52.8s，赤緯+73° 19.59′ 12″。